# Wangqing
| Chinesische Bezeichnung   | Chinesische Bezeichnung |
| ------------------------- | ----------------------- |
| Traditionell:             | 汪清縣                  |
| Vereinfacht:              | 汪清县                  |
| Pinyin:                   | Wāngqīng Xiàn           |
| Wade-Giles:               | Wang-ch’ing Hsien       |
| Koreanische Bezeichnung   |                         |
| koreanisches Alphabet:    | 왕청                    |
| chinesische Zeichen:      |                         |
| Revidierte Romanisierung: | Wangcheong              |
| McCune-Reischauer:        | Wangch’ŏng              |

Der Kreis Wangqinq ist ein Kreis des Autonomen Bezirks Yanbian der Koreaner im Osten der chinesischen Provinz Jilin. Seine Fläche beträgt 8.913 Quadratkilometer und die Einwohnerzahl 255.411 (Stand: Zensus 2010).
Die Baicaogou-Stätte (Baicaogou yizhi 百草沟遗址) steht seit 2006 auf der Liste der Denkmäler der Volksrepublik China (6-51).